# Collegio elettorale di Teano
Il collegio elettorale di Teano è stato un collegio elettorale uninominale del Regno d'Italia per l'elezione della Camera dei deputati.

## Storia
Il collegio uninominale venne istituito, insieme ad altri 442, tramite regio decreto 17 dicembre 1860, n. 4513.
Fu soppresso nel 1882 in seguito alla riforma che stabilì complessivamente 135 collegi elettorali.
Venne poi ricostituito come collegio uninominale tramite regio decreto 14 giugno 1891, n. 280, in seguito alla riforma che stabilì complessivamente 508 collegi elettorali.
Fu soppresso nel 1919 in seguito alla riforma che definì 54 collegi elettorali.
| Legislature           | VIII | IX   | X    | XI   | XII  | XIII | XIV  | XV   | XVI  | XVII | XVIII | XIX  | XX   | XXI  | XXII | XXIII | XXIV | XXV  | XXVI | XXVII | XXVIII | XXIX | XXX  |
| --------------------- | ---- | ---- | ---- | ---- | ---- | ---- | ---- | ---- | ---- | ---- | ----- | ---- | ---- | ---- | ---- | ----- | ---- | ---- | ---- | ----- | ------ | ---- | ---- |
| Elezioni              | 1861 | 1865 | 1867 | 1870 | 1874 | 1876 | 1880 | 1882 | 1886 | 1890 | 1892  | 1895 | 1897 | 1900 | 1904 | 1909  | 1913 | 1919 | 1921 | 1924  | 1929   | 1934 | 1939 |
| Deputati nel collegio | 1    | 1    | 1    | 1    | 1    | 1    | 1    |      |      |      | 1     | 1    | 1    | 1    | 1    | 1     | 1    |      |      |       |        |      |      |
|                       |      |      |      |      |      |      |      |      |      |      |       |      |      |      |      |       |      |      |      |       |        |      |      |
| Totale eletti         | 443  | 493  | 493  | 508  | 508  | 508  | 508  | 508  | 508  | 508  | 508   | 508  | 508  | 508  | 508  | 508   | 508  | 508  | 535  | 535   | 400    | 400  |      |
| Numero collegi        | 443  | 493  | 493  | 508  | 508  | 508  | 508  | 135  | 135  | 135  | 508   | 508  | 508  | 508  | 508  | 508   | 508  | 54   | 40   | 15    | 1      | 1    |      |

## Dati elettorali
Nel collegio si svolsero elezioni per quattordici legislature.

### VIII legislatura
Le votazioni si svolsero in 443 collegi uninominali a doppio turno. Come previsto dalla legge elettorale del 17 dicembre 1860, era eletto al primo turno il candidato che «riunisce in suo favore più del terzo dei voti del total numero dei membri componenti il collegio e più della metà dei suffragi dati dai votanti presenti all'adunanza» (art. 91). Se nessun candidato era eletto, al ballottaggio tra i due candidati con più voti era eletto chi otteneva il maggior numero di voti (art. 92) o, in caso di ugual numero di voti, il maggiore d'età (art. 93).

### IX legislatura
Le votazioni si svolsero in 493 collegi uninominali a doppio turno con la stessa normativa precedente (al primo turno un numero di voti maggiore di un terzo degli iscritti al voto).

### X legislatura
Le votazioni si svolsero in 493 collegi uninominali a doppio turno con la stessa normativa precedente (al primo turno un numero di voti maggiore di un terzo degli iscritti al voto).

### XI legislatura
Le votazioni si svolsero in 508 collegi uninominali a doppio turno con la normativa del 1860 (al primo turno un numero di voti maggiore di un terzo degli iscritti al voto).

### XII legislatura
Le votazioni si svolsero in 508 collegi uninominali a doppio turno con la normativa del 1860 (al primo turno un numero di voti maggiore di un terzo degli iscritti al voto).

### XIII legislatura
Le votazioni si svolsero in 508 collegi uninominali a doppio turno con la normativa del 1860 (al primo turno un numero di voti maggiore di un terzo degli iscritti al voto).

### XIV legislatura
Le votazioni si svolsero in 508 collegi uninominali a doppio turno con la normativa del 1860 (al primo turno un numero di voti maggiore di un terzo degli iscritti al voto).

### XVIII legislatura
Le votazioni si svolsero in 508 collegi uninominali a doppio turno. Come previsto dalla legge elettorale politica del 28 giugno 1892, era eletto al primo turno il candidato che «ha ottenuto un numero di voti maggiore del sesto del numero totale degli elettori iscritti nella lista del collegio e più della metà dei suffragi dati dai votanti» escludendo le schede nulle (art. 74). Se nessun candidato era eletto, al ballottaggio tra i due candidati con più voti (art. 75) era eletto chi otteneva il maggior numero di voti oppure, in caso di ugual numero di voti, il maggiore d'età (art. 77).

### XIX legislatura
Le votazioni si svolsero in 508 collegi uninominali a doppio turno con la normativa del 1892 (al primo turno un numero di voti maggiore di un sesto degli iscritti al voto).

### XX legislatura
Le votazioni si svolsero in 508 collegi uninominali a doppio turno con la normativa del 1892 (al primo turno un numero di voti maggiore di un sesto degli iscritti al voto).

### XXI legislatura
Le votazioni si svolsero in 508 collegi uninominali a doppio turno con la normativa del 1892 (al primo turno un numero di voti maggiore di un sesto degli iscritti al voto).

### XXII legislatura
Le votazioni si svolsero in 508 collegi uninominali a doppio turno con la normativa del 1892 (al primo turno un numero di voti maggiore di un sesto degli iscritti al voto).

### XXIII legislatura
Le votazioni si svolsero in 508 collegi uninominali a doppio turno con la normativa del 1892 (al primo turno un numero di voti maggiore di un sesto degli iscritti al voto).

### XXIV legislatura
Le votazioni si svolsero negli stessi 508 collegi uninominali già esistenti ma, come previsto dal regio decreto del 26 giugno 1913, era eletto al primo turno il candidato che «ha ottenuto un numero di voti maggiore del decimo del numero totale degli elettori del collegio e più della metà dei suffragi dati dai votanti» escludendo le schede nulle (art. 91). Se nessun candidato era eletto, al ballottaggio tra i due candidati con più voti (art. 92) era eletto chi otteneva il maggior numero di voti oppure, in caso di ugual numero di voti, il maggiore d'età (art. 93).